# Samantha Carter
Kapitein (s. 1-2)/Majoor (s. 3-10) Samantha "Sam" Carter (29 december, 1968) is een personage in de televisieseries Stargate SG-1 en Stargate Atlantis. Ze wordt gespeeld door de Engels-Canadese actrice Amanda Tapping. We zien haar voor het eerst in de aflevering Children of the Gods.

## Liefdesleven
In de serie, sterft een buitensporig aantal mensen die in liefde met of sterk aangetrokken door Samantha zijn. Hieronder enkel zijn enkele mensen vermeld die verliefd zijn op haar. Behalve als het vermeld staat beantwoordt zij die gevoelens ook op de één of andere manier.
- Jack O'Neill, dit gaat nooit verder omdat geen van de 2 zijn/haar carrière wil opgeven.
- Martouf en Lantash, de gevoelens die ze voor hem/hen heeft zijn oorspronkelijk die van Jolinor die achtergebleven zijn na de vermenging.
- Narim, een Tollan, maar rond dezelfde periode als Martouf/Lantash waardoor ze zegt dat ze in de war is.
- Rodney McKay, zij vindt hem te arrogant om een relatie aan te gaan.
- Fifth, een androïdversie van de Replicators die door zijn menselijkheid als fout wordt aanzien. Zij vindt hem te verwend en arrogant en niet aardig
- Pete Shanahan
- Orlin, een opgestegen wezen.